# Apamea quaesita
Apamea quaesita là một loài bướm đêm trong họ Noctuidae.